# 籮篩新梅花介
籮篩新梅花介（学名：Neocytheretta cribriformis）为新梅花介科新梅花介屬下的一个种。